# Nematodirus spathiger
Nematodirus spathiger är en rundmaskart som först beskrevs av Louis-Joseph Alcide Railliet 1896. Enligt Catalogue of Life ingår Nematodirus spathiger i släktet Nematodirus och familjen Molineidae, men enligt Dyntaxa är tillhörigheten istället släktet Nematodirus och familjen Trichostrongylidae. Arten är reproducerande i Sverige. Inga underarter finns listade i Catalogue of Life.